# Font de Sant Roc (Palau-solità i Plegamans)
La Font de Sant Roc és una font de Palau-solità i Plegamans (Vallès Occidental) inclosa a l'Inventari del Patrimoni Arquitectònic de Catalunya.

## Descripció
És una conducció d'aigua amb dues funcions: rajolí discret per a beure, i alimentació de dues basses d'ús agrícola. La zona estava antigament condicionada amb una capella on hi restava una imatge de Sant Roc, avui desapareguda.